# Bennys badrum
Bennys badrum var ett svenskt barnprogram som sändes i Kanal 5 mellan 1 oktober 1995 och 30 mars 1997. Serien spelades in i UR:s dåvarande studio på Rådmansgatan i Stockholm.

## Medverkande
- Benny - Eric Ericson
- Bennys fru, enbart röst - Mi Ridell

## Handling
Benny är en vuxen man med ett speciellt intresse i livet, nämligen tecknad film. Bennys fru däremot är inte lika intresserad och därför låser Benny in sig i badrummet varje söndag för att kunna se filmerna med elefanten Babar och dinosaurien Denver. 